# ヨシップ・イェラチッチ

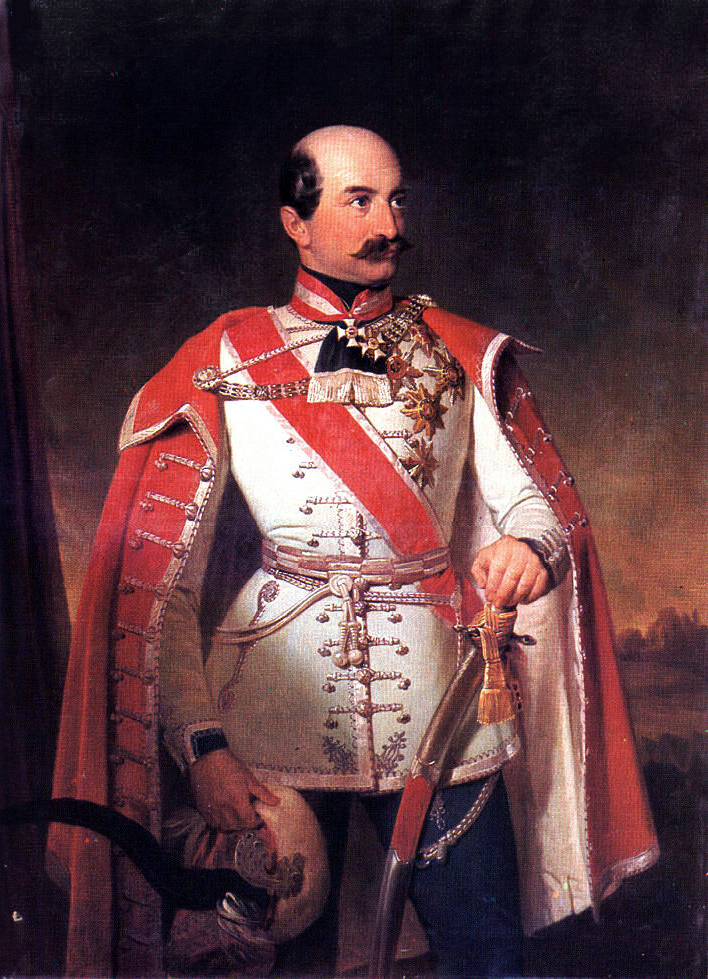
ヨシップ・イェラチッチ総督

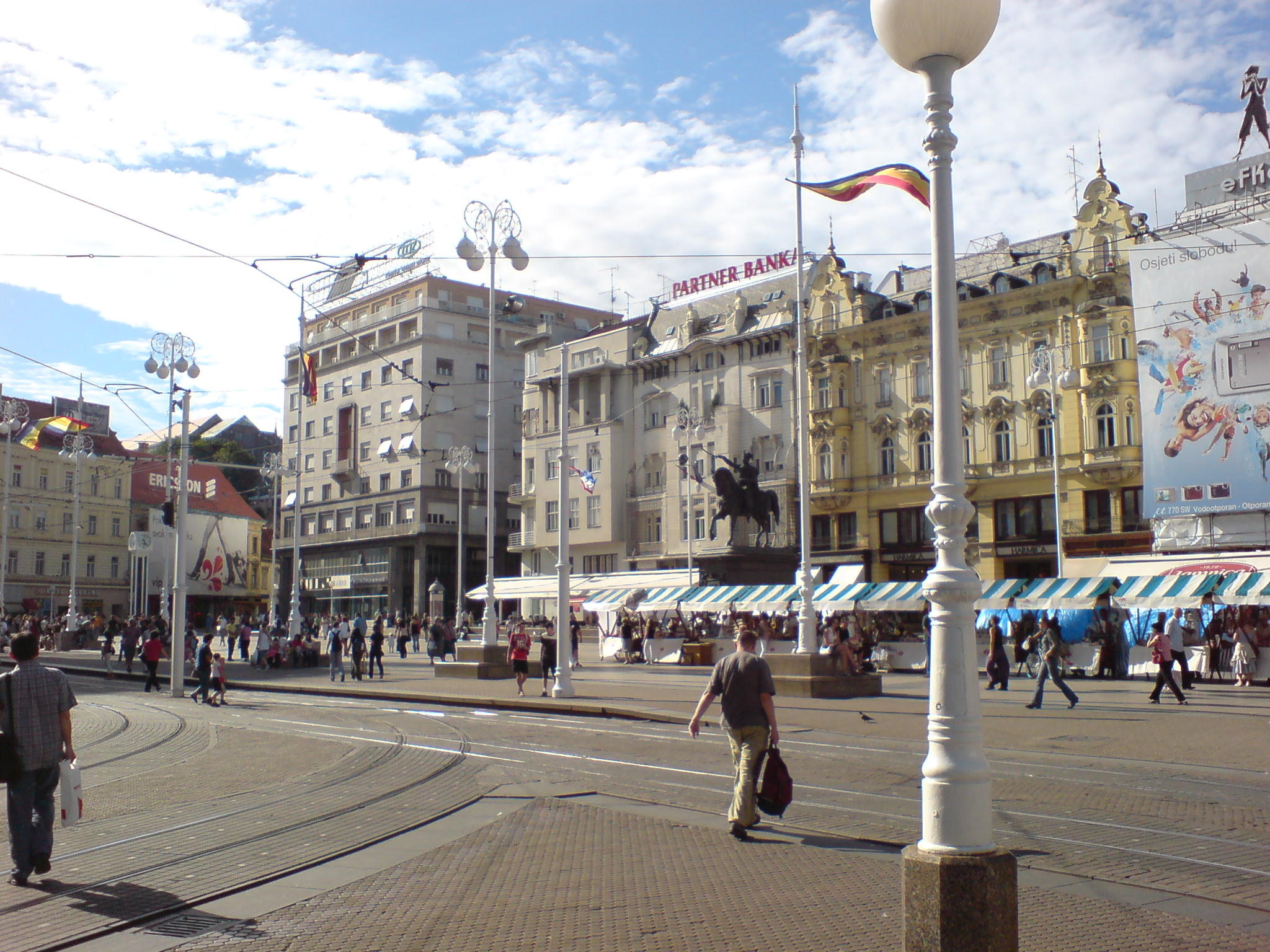
ザグレブのイェラチッチ広場。イェラチッチ総督の騎馬像がある。

ヨシップ・イェラチッチ（クロアチア語: Josip Jelačić、1801年10月16日 - 1859年5月20日）はハプスブルク君主国（オーストリア帝国）の軍人・政治家で、クロアチア総督（バン）として1848年革命の諸事件に対処した。バン・イェラチッチまたはブジム伯爵ヨシップ・イェラチッチとも呼ばれ、クロアチアでは国民的な英雄である。軍政国境地帯に属するペトロヴァラディン（現：セルビア共和国のヴォイヴォディナ自治州）で生まれ、クロアチアのザグレブで没した。
オスマン帝国に反抗したクロアチア王国時代から続くイェラチッチ家（en:House of Jelačić）に生まれた。ウィーンで軍人教育を受け、ヨーロッパ全体に波及した1848年革命時にオーストリア皇帝フェルディナント1世の下、ハンガリー革命を鎮圧するなど忠誠を尽くした。革命の間、彼はクロアチアのサボル（国会）で、農奴制の廃止などを行なっている。  
1848年、ウィーンで三月革命が起こると、その知らせは3月15日にザグレブまで届いた。1830年代のイリリア運動に端を発する民族主義が再び高揚し、25日には大規模な「民族会議」が催された。その場で「民族の要求」30項目とともに、イェラチチをバン（総督）に選出する決議が通った。この動きとは別個に、イェラチチは既に23日に皇帝からバンに任じられていた。

## 参照
- ザ・ドム・スプレムニ
- イェラチッチ広場